# Ercole Gaibara
Ercole Gaibara (né vers 1620 et mort en 1690) est un compositeur, professeur de musique et violoniste baroque italien du XVIIe siècle.

## Biographie
Ercole Gaibara est actif dans la ville de Bologne durant la première moitié et au milieu du XVIIe siècle. Très peu d'informations nous sont parvenus sur sa vie mis à part qu'il aurait été un violoniste et compositeur très renommé de son temps, surnommé « del Violino » par certains de ses élèves. Il succède à un certain Alfonso Pagani comme violoniste au sein du Concerto Palatino (it).
Le musicologue Marc Pincherle le considère comme le véritable fondateur de l’École Bolonaise de violon à travers laquelle il a été le professeur d'Arcangelo Corelli, Giuseppe Torelli, Giovanni Benvenuti, Bartolomeo Laurenti et Leonardo Brugnoli,, ainsi que probablement d'Alessandro Stradella.